# Diogo Miguel Rafael
Pour les articles homonymes, voir Rafael.
Diogo Miguel Rafael est un joueur international portugais de rink hockey né le 17 novembre 1989 à Turquel,dans le district de Leiria, Portugal. Il évolue, en 2015, au sein du SL Benfica.

## Palmarès
En 2015, il participe au championnat du monde de rink hockey en France.